# Alderwood Manor
Alderwood Manor az Amerikai Egyesült Államok északnyugati részén, Washington állam Snohomish megyéjében elhelyezkedő település.
Alderwood Manor önkormányzattal nem rendelkező, úgynevezett statisztikai település; a Népszámlálási Hivatal nyilvántartásában szerepel, de közigazgatási feladatait Snohomish megye látja el. A 2010. évi népszámlálási adatok alapján 8442 lakosa van.
Az Alderwood bevásárlóközpont 1979. október 4-én nyílt meg.

## Népesség
A település népességének változása:
| Lakosok száma | 16 524 | 22 945 | 15 329 | 8442 | 10 198 |
|               | 1980   | 1990   | 2000   | 2010 | 2020   |

## Fordítás
- Ez a szócikk részben vagy egészben  az   Alderwood Manor, Washington című angol Wikipédia-szócikk ezen változatának fordításán alapul.  Az eredeti cikk szerkesztőit annak laptörténete sorolja fel. Ez a jelzés csupán a megfogalmazás eredetét és a szerzői jogokat jelzi, nem szolgál a cikkben szereplő információk forrásmegjelöléseként.